# Nate Irving
Nathaniel Irving (Wallace, 12 luglio 1988) è un giocatore di football americano statunitense che gioca nel ruolo di linebacker per gli Indianapolis Colts della National Football League (NFL). Fu scelto nel corso del terzo giro (67º assoluto) del Draft NFL 2011 dai Denver Broncos. Al college giocò a football alla North Carolina State University dove fu premiato come All-America.

## Carriera professionistica

### Denver Broncos
Irving fu scelto nel corso del terzo giro del Draft 2011 dai Denver Broncos. Il 26 luglio 2011 firmò ufficialmente il suo contratto coi Broncos. Nella sua stagione da rookie disputò tutte le 16 partite della stagione, delle quali però come titolare, mettendo a segno 4 tackle. Nella stagione successiva disputò 15 partite come 13 tackle e un passaggio deviato.
Nella stagione 2013, Irving partì come titolare nel Super Bowl XLVIII contro i Seattle Seahawks ma i Broncos furono battuti in maniera nettissima per 43-8.

### Indianapolis Colts
Il 20 marzo 2015 Irving firmò con gli Indianapolis Colts.

## Palmarès

### Franchigia
- American Football Conference Championship: 1

Denver Broncos: 2013

## Statistiche
| Partite totali      | 54  |
| Partite da titolare | 12  |
| Tackle              | 104 |
| Sack                | 2,0 |
| Intercetti          | 0   |
| Fumble forzati      | 0   |

Statistiche aggiornate alla stagione 2014